# Ортопедический электрет

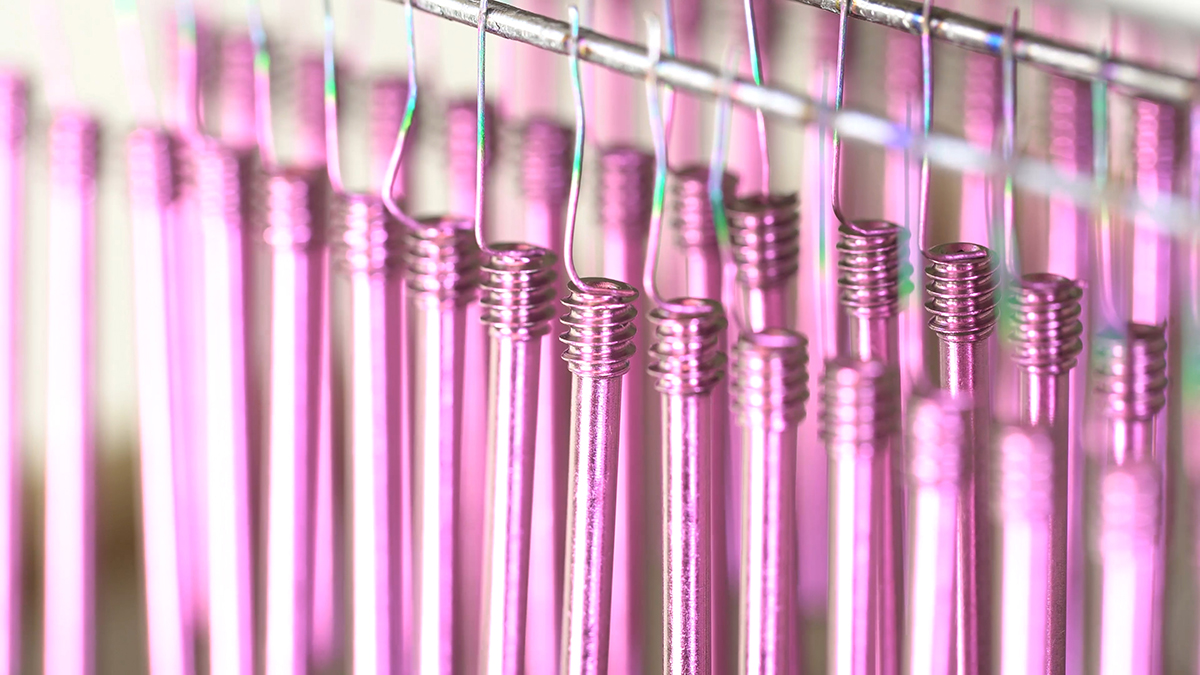
Ортопедические электреты

Ортопедический электрет — имплантируемый электретный стимулятор остеорепарации на основе анодного оксида тантала для лечения дегенеративно-дистрофических заболеваний суставов, в том числе остеоартроза.

## История
История изучения влияния электричества на биологические ткани насчитывает более 2,5 тысяч лет. Первые научные работы на эту тему были выполнены врачом и физиком лейб-медиком Уильямом Гильбертом в 16 веке. Он первый разделил магнитные и электрические свойства тел и сформулировал их принципиальные различия. Было доказано, что всякое движение живой материи: физическое, химическое или биологическое связано с электрическими процессами на различных уровнях. А любое изменение в организме, органе, ткани или клетки, ее ультраструктурах индуцируется, контролируется или управляется в конечном итоге градиентами электрических полей и переносом электрических зарядов.
На протяжении следующих столетий ученые разных стран изучали процессы, связанные с воздействием электрических полей на ткани организма.
В 70-е годы XX века группа советских ученых из ленинградской Военно-Медицинской Академии имени Кирова под руководством профессора В. В. Руцкого начала серию уникальных биологических и клинических экспериментов, для которых впервые был создан имплантируемый медицинский электрет, что послужило началом применения электростимуляции при лечении дегенеративно-дистрофических заболеваний суставов.
Более 40 лет исследований позитивного воздействия электрического поля показали высокую эффективность электретов при лечении артрозов суставов человека и подтвердили возможность продуктивного применения электретов в клинической практике.

## Материалы

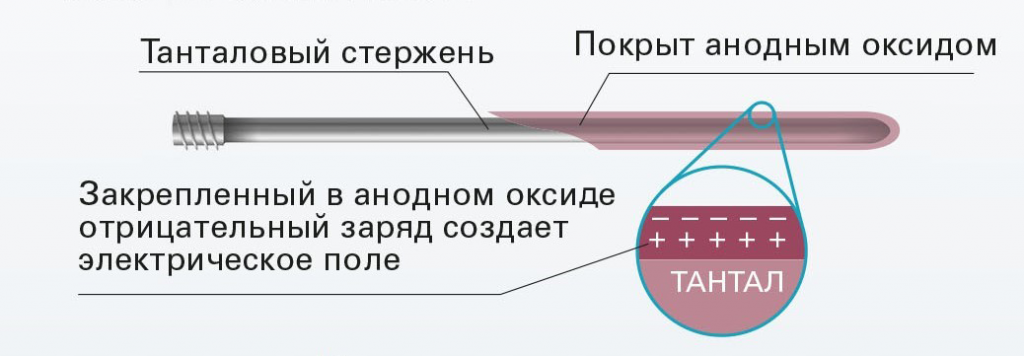
ортопедический электрет

Для стимуляции регенерации тканей в травматологии и ортопедии одним из лучших электретных материалов является анодный оксид тантала.
Анодный оксид тантала в электретном состоянии является одним из лучших электретов, а тантал — одним из самых биологически совместимых металлов из всех известных металлов и сплавов. Тантал также обладает очень высокой адгезией к своему анодному оксиду и позволяет изготовить ортопедический электрет любой формы.
Электретный стимулятор остеорепарации представляет собой цилиндрический стержень из тантала, на поверхности которого сформирован диэлектрик — анодный оксид толщиной около 0.3мкм, имеющий на внешней поверхности отрицательный заряд и создающий в окружающем пространстве электрическое поле.
Имеет резьбу на конце и шлиц на его торце для фиксации его в эпифизе кости. Предусмотрено 16 размеров ортопедических электретов с диаметром рабочей части от 2 до 4 мм и длиной от 15 до 120 мм.

## Показания

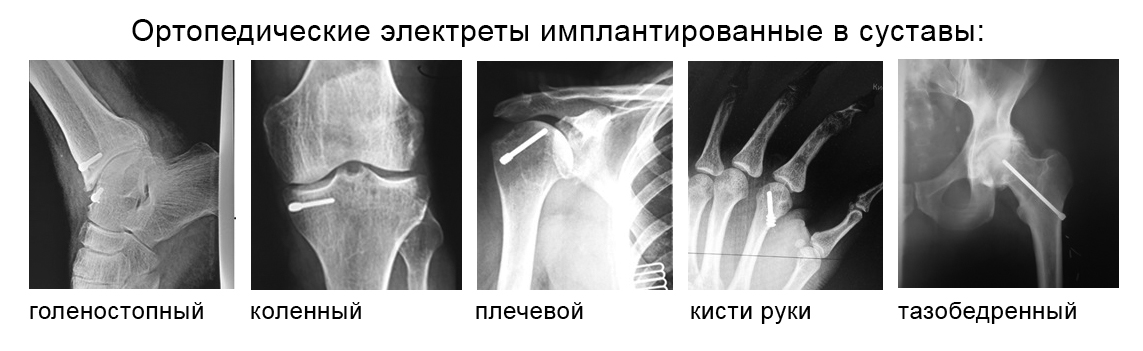
Ортопедические электреты имплантированные в суставы

Применение ортопедических электретов не должно противопоставляться другим методам лечения дегенеративно-дистрофических заболеваний суставов, он может применяться как самостоятельно, так и в сочетании с другими вариантами консервативного и хирургического лечения артроза.
Имплантация ортопедических электретов как самостоятельный метод лечения при артрозе наиболее эффективна на I и II стадии

## Преимущества
Применение ортопедического электрета позволяет пациентам с артрозом, особенно на I—II стадии заболевания, избавиться от болевого синдрома, увеличить амплитуду движений в пораженном суставе, приостановить прогрессирование патологического процесса и тем самым отодвинуть на длительный срок эндопротезирование сустава или вообще отказаться от него.

## Патенты
Ортопедический электрет прошел клинические испытания, запатентован в Российской Федерации, США, Европе, Израиле, Японии и ряде других стран, прошел государственную регистрацию и допущен Минздравом РФ к применению на территории Российской Федерации.

## Производство
Производителем ортопедических электретов в России является петербургская компания «Медэл», созданная в 2013 году для серийного выпуска продукции. Компания активно внедряет новые способы лечения в клиническую практику медицинских учреждений страны.